# Spuugzat
Spuugzat was een kraakpand in Wageningen van 1986 tot 1989 gelegen aan de Bornsesteeg, tegenwoordig het hart van de Wageningen Universiteit, maar toen een zeer afgelegen locatie. De boerderij werd gekraakt door een kraakgroep die afkomstig uit krakerscomplex PuDoC aan de Marijkeweg te Wageningen. Het pand vormde vier jaar lang een anarchistische vrijstaat met levende have, een motorwerkplaats en huisde het fotolaboratorium van de Wageningse fotograaf Hans van Rijst.

## Aanleiding
Midden jaren 80 werd in Wageningen een groot aantal bekende kraakpanden ontruimt door de gemeente. Hierdoor ontstond bij de krakers van het PuDoC (Publicatie en Documentatie Centrum) van de Landbouw Hogeschool behoefte aan een positieve impuls in het krakersleven. Zij besloten in 1986 tot de kraak van de boerderij aan de Bornsesteeg, toen een vrij afgelegen locatie buiten de stad. Het pand werd snel met veel materieel gebarricadeerd en 'roulerend' bezet, waarbij ook hulp kwam van Emmaus Regenboog en kraakgroepen uit Arnhem. De kraak bleek na enige dagen succesvol.

## Afloop
Spuugzat bleef gekraakt tot en met 1989, toen de bewoners het pand vrijwillig verlieten, met de gedachte het mogelijk terug te kopen van de eigenaar. De aankoop mislukte en het kraakpand werd daarna in gebruik genomen als familiewoning. In 2016 werd Spuugzat aangewezen als een van de Wageningse Barricaden.